# Kriegerdenkmal (Altrahlstedt)
Koordinaten: 53° 35′ 53,5″ N, 10° 8′ 55,6″ O

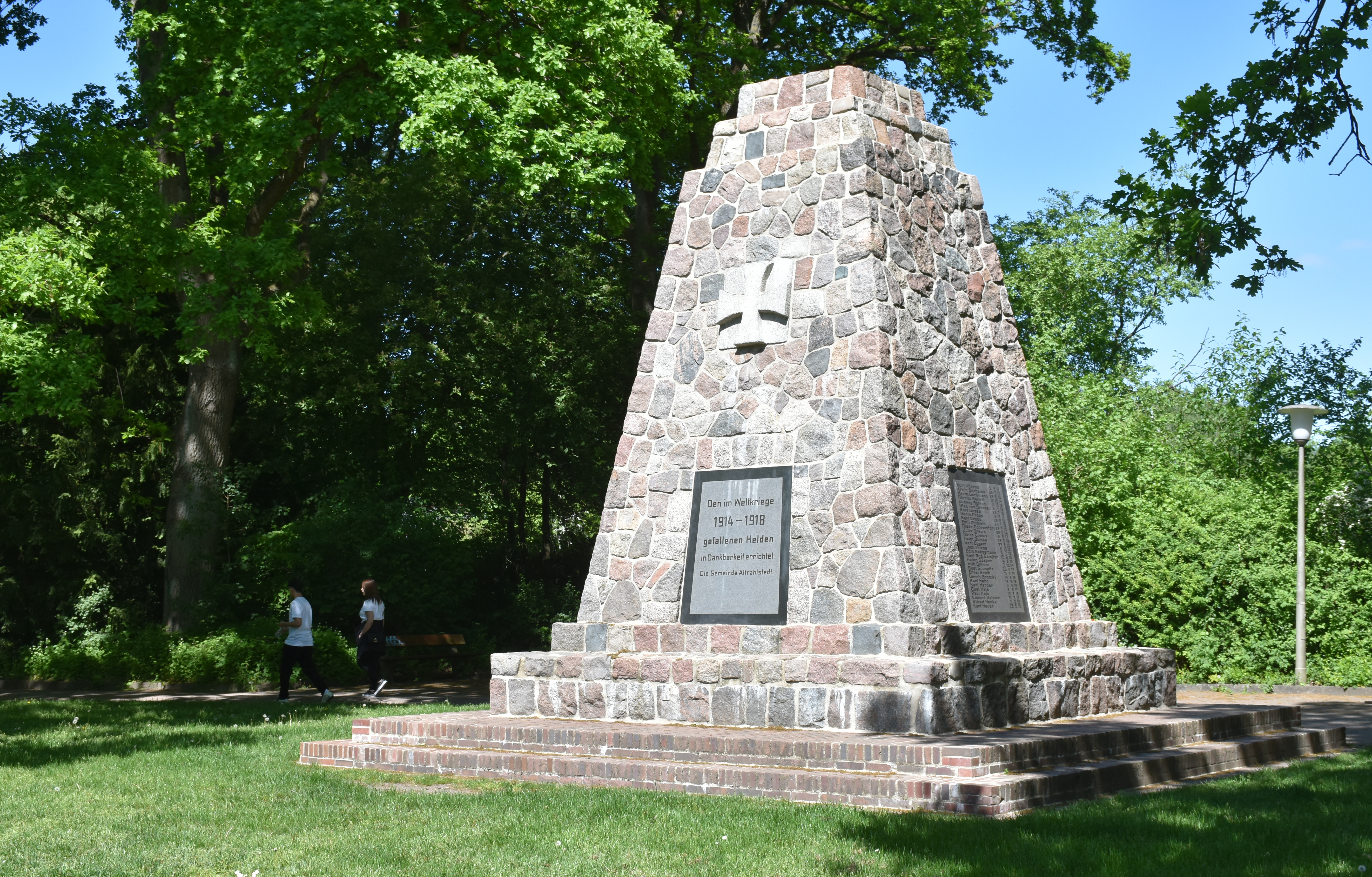
Denkmal 2022

Das Kriegerdenkmal  (auch Gefallenendenkmal) im Hamburger Stadtteil Rahlstedt erinnert an die aus Altrahlstedt stammenden, im Ersten Weltkrieg gefallenen Soldaten.

## Allgemeines
Das Kriegerdenkmal wurde im Jahr 1926 als Ehrenmal für die im Ersten Weltkrieg gefallenen Soldaten, der damals noch selbständigen Gemeinde Altrahlstedt errichtet. Es wird in der Hamburger Denkmalliste aufgeführt. Entwurf und Bauausführung erfolgten durch den Hamburger Maurermeister August Dabelstein. Das Denkmal liegt am Anny-Tollens-Weg im Jugendpark Rahlstedt.

## Beschreibung
Das Denkmal steht auf einem dreistufigen Klinkersockel mit fast 49 Quadratmetern Grundfläche. Auf diesem befindet sich eine 5,62 Meter hohe fünfstufige, quadratische Pyramide aus Naturstein-Zyklopenmauerwerk.
An den vier Seiten sind jeweils dunkelgraue Platten angebracht, von denen drei mit den Namen von insgesamt 93 Personen und dem jeweiligen Todestag beschriftet sind. Die vierte, nach Süden ausgerichtete Platte trägt die Inschrift: „Den im Weltkriege 1914-1918 gefallenen Helden in Dankbarkeit errichtet. Die Gemeinde Altrahlstedt.“
Diese Tafel ist die mindestens dritte Tafel, die an dieser Position angebracht wurde. Alte Postkarten zeigen zwei Tafeln mit anderem Aussehen.
Über der Tafel befindet sich das Relief eines Kreuzes in Form eines Eisernen Kreuzes.
Wenige Schritte nordöstlich des Denkmals wurde durch das Bezirksamt Wandsbek eine Tafel mit Erklärungen aufgestellt.

## Sanierungsarbeiten 2020/21

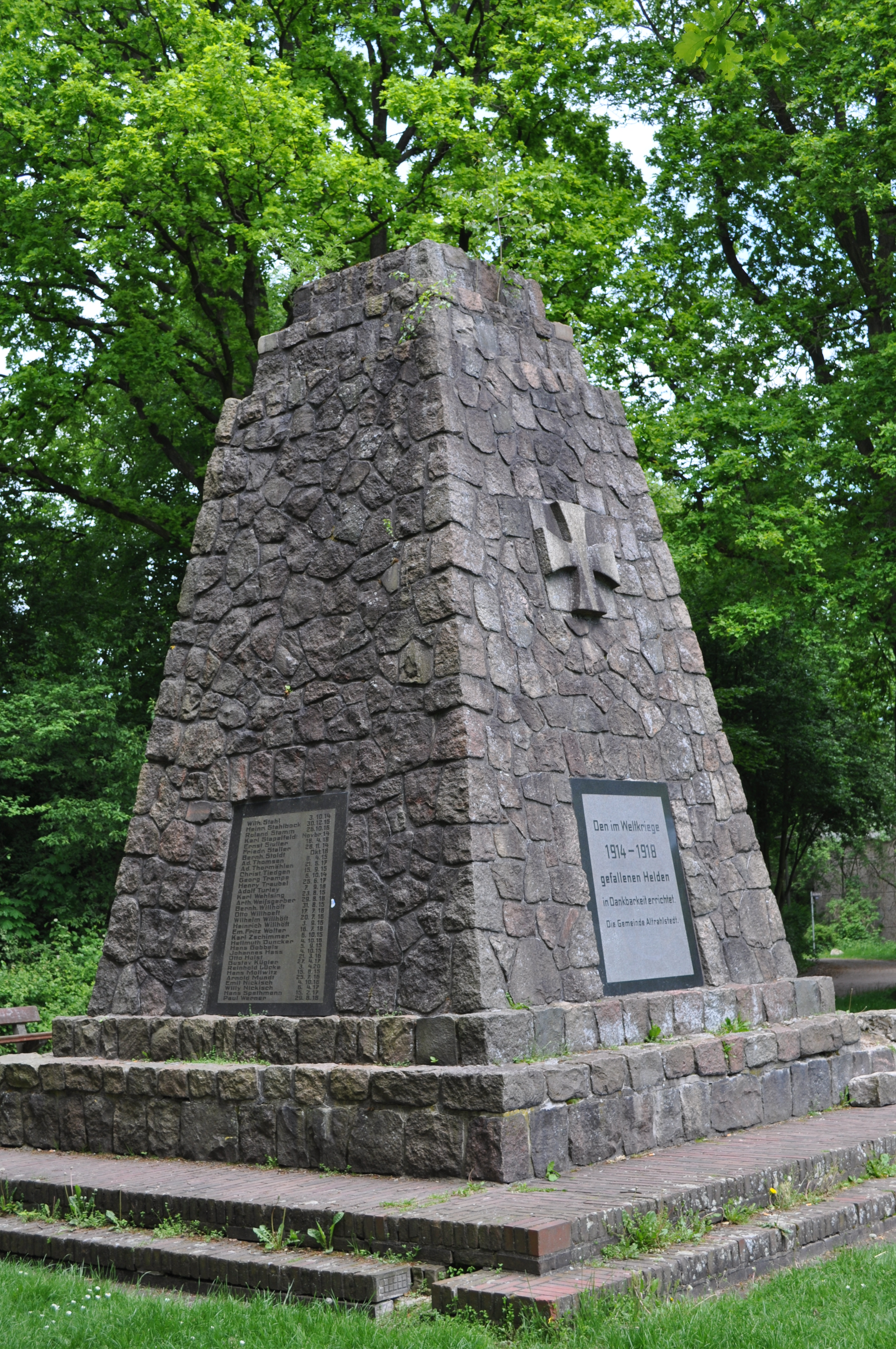
Zustand 2012

2013 befand sich das Denkmal in schlechtem baulichen Zustand. Steine waren lose oder bereits herausgebrochen und im oberen Bereich wuchsen kleine Bäume in den Fugen zwischen den Steinen.
Die Bezirksversammlung Wandsbek beschloss im Oktober 2013 die Einleitung notwendiger Sicherungsmaßnahmen um den Verfall zu stoppen.
Im April 2016 gab es einen weiteren Beschluss der Bezirksversammlung Wandsbek, in dem festgehalten wurde, dass: „die endgültige Restaurierung aber nur bei gleichzeitiger, korrigierender Kommentierung des Denkmals erfolgen“ soll.
Das Denkmal musste schließlich 2017 mit einem Bauzaun gesichert werden, da sich Teile des Mauerwerks lösten.
Vom November 2020 bis März 2021 fanden schließlich umfangreiche Sanierungsarbeiten am Denkmal statt. Die Gesamtkosten beliefen sich auf 72.000 Euro.